# Horbach (Palatinat-Sud-Ouest)
Pour les articles homonymes, voir Horbach.
Horbach est une municipalité de la Verbandsgemeinde Waldfischbach-Burgalben, dans l'arrondissement du Palatinat-Sud-Ouest, en Rhénanie-Palatinat, dans l'ouest de l'Allemagne.